# 深水元基
深水 元基（ふかみ もとき、1980年1月20日 - ）は、日本の俳優、モデル、デザイナー。東京都出身。Breath所属。身長187cm、血液型はAB型。

## 人物・来歴
ロックバンド「音速ライン」のベース大久保剛とサポートドラマーの大木昌とは、小学校の同級生である。
昭和第一学園高等学校卒業。学生時代から「MEN'S NON-NO」などファッション雑誌のモデルとして活躍し、その後俳優に転身した。モデル時代の芸名は「元樹」。
過去にはスターダストプロモーション（モデル時代）、研音に所属していた。
趣味は登山、映画鑑賞。好きな映画は『ブルース・ブラザース』。
俳優業以外にも、オリジナルブランドmonteeのデザインを手がけている。
2015年8月29日、一般女性との結婚を発表した。

## 出演

### テレビドラマ

#### NHK
- いつか陽のあたる場所で（2013年） - 鈴木 役
- 連続テレビ小説
  - あまちゃん（2013年） - CMプランナー・萩尾コウイチ 役
- リキッド〜鬼の酒 奇跡の蔵〜（2015年、BSプレミアム） - 田島直太朗 役
- 京都人の密かな愉しみ（2015年 ‐ 2017年、BSプレミアム） - 清哲 役
- 富士ファミリー（2016年1月2日） - 栗林和己 役[5]
- 大河ドラマ
  - 真田丸（2016年） - 福島正則 役
  - どうする家康（2023年） - 福島正則 役[6]
- 富士ファミリー（2017年） - 栗林和己 役
- 植木等とのぼせもん（2017年） ‐ 犬塚弘 役
- スローな武士にしてくれ〜京都 撮影所ラプソディー〜（2019年、BSプレミアム） - 草加俊次 役
- 恋と就活のダンパ（2019年、BSプレミアム） - 戸越榮太郎 役

#### TBS系
- ホットマン（2003年 - 2004年） - 尾久間刀記 役
- タイガー&ドラゴン（2005年） - 林屋亭どんぶり 役
- 弁護士のくず（2006年） - 古沢裕樹 役
- 浅草ふくまる旅館（2007年） - 橋爪均 役
- ROOKIES（2008年） - 嶋 役
- ダブルフェイス（2012年） - 織田組構成員・勇作 役
- 終電バイバイ（2013年） - 四谷 役
- MOZU Season1〜百舌の叫ぶ夜〜（2014年） - 及川 役
- シメシ（2015年） - 植松俊介 役
- コウノドリ（2017年） - 西山寛太 役
- MIU404 第1話（2020年） - 安本悟朗 役

#### 日本テレビ系
- ストレートニュース（2000年） - 須藤茂人 役
- 探偵家族（2002年） - 田中二郎 役
- 探偵学園Q（2007年） - 渡辺 役
- 怪物くん（2010年）
- 婚活刑事（2015年、読売テレビ） - 来栖光琳 役
- フランケンシュタインの恋（2017年） - 美琴の元彼 役
- 真犯人フラグ（2021年10月10日 - 2022年3月13日） - 林洋一 役[7]
- 潜入兄妹 特殊詐欺特命捜査官 第4話・第5話（2024年10月26日・11月2日、日本テレビ） - 鵡川当 役[8]

#### フジテレビ系
- ウソコイ（2000年、関西テレビ）
- らぶ・ちゃっと（2000年）
- 傷だらけのラブソング（2001年） - 田村良二 役
- くうねるところすむところ〜恋するニッカボッカ・ガール〜（2007年、関西テレビ） - 樋口翔平 役
- インディゴの夜（2010年、東海テレビ） - アレックス 役
- パーフェクト・リポート（2010年） - 早川大樹 役
- ストロベリーナイト（2012年） - 多田彰夫 役
- オリエント急行殺人事件 第2夜（2015年） - 清水 役
- ザ・ブラックカンパニー（2018年、ONE TWO NEXT） - 猪瀬武雄 役[9]

#### テレビ朝日系
- 黒い太陽（2006年） - 菊田史雄 役
- 帰ってきた時効警察（2007年） - 内偵者6 役
- ジウ 警視庁特殊犯捜査係（2011年） - 岡村和紀 役
- 科捜研の女（2018年） ‐ 南条輝明 役
- 未解決の女 警視庁文書捜査官 第3話（2018年5月3日） - 与田秀樹 役
- 遺留捜査（2018年） ‐ 大西章 役
- 森村誠一ミステリースペシャル 終着駅シリーズ35『鬼子母の末裔』（2019年11月3日） - 浜田勝弘 役
- ケイジとケンジ〜所轄と地検の24時〜（2020年2月13日） - 源義和 役

#### テレビ東京系
- 2ndハウス（2006年） - 尾上欽太郎 役
- 李香蘭（2007年） - 松岡謙一郎 役
- 嬢王3〜Special Edition〜 （2010年） - 江波哲 役
- みんな!エスパーだよ!（2013年） - 榎本洋介 役
  - みんな!エスパーだよ!番外編 〜エスパー、都へ行く〜（2015年） - 榎本洋介 役
- 三匹のおっさん〜正義の味方、見参!!〜（2014年） - 熊御堂 役
- 石川五右衛門（2016年） - 岩六 役
- 水曜ミステリー9「偽証法廷〜刑事が越えた一線」（2012年） - 向井刑事 役
- アイドル×戦士ミラクルちゅーんず!（2017年） - 溝落健二 役
- ドラマ特別企画 堂場瞬一サスペンス 検証捜査（2017年） - 埼玉県警捜査一課・桜内省吾 役[10]
- ウルトラマンR/B（2018年） - 愛染マコト 役[11]
- ミリオンジョー（2019年） - 岸本薫 役
- ただ離婚してないだけ（2021年） - 佐野義文 役[12]
- しろめし修行僧 第7話（2022年5月21日） - 松井和馬 役
- 君が獣になる前に（2024年4月6日 - 6月22日） - 柳信一郎 役[13]

#### WOWOW
- ダブルフェイス（2012年） - 織田組構成員・勇作 役
- トクソウ（2014年） - 高橋清市（特捜部事務官） 役
- ヒトヤノトゲ〜獄の棘〜（2017年） - 奥田進 役
- 父と息子の地下アイドル（2020年） - 福嶋昂己 役
- ドロップ（2023年） - 井口達夫 役[14]

### バラエティ番組
- サバイバー（TBS)
- 世界ウルルン滞在記（MBS）
- 恋するハニカミ!（TBS） - 三津谷葉子と共演
- 田舎に泊まろう!（テレビ東京）
- サラリーマンNEO Season2 - Season6（NHK） - レギュラー
- 日本の名峰・絶景探訪（2013年12月 - 2015年1月、BS-TBS） - 旅人として6回出演

### 映画
- ショコキ!（2001年）
- 海猿（2004年）
- 海猫（2004年）
- GACHAPON!（2004年）
- 葬儀屋月子（2005年）
- いぬのえいが（2005年）
- 東京天使（2005年）
- 香港バタフライ（2005年）
- しあわせなら手をたたこう（2005年）
- 少女には向かない職業（2006年）
- HAZARD（2006年）
- イケルシニバナ（2006年、ネットシネマ.TV）
- 気球クラブ、その後（2006年）
- 吉祥天女（2006年）
- クローズZERO（2007年）
- 永遠と10分（2008年）
- 死神の精度（2008年）
- 3件目の記憶（2008年）
- ガチバン（2008年）
- ヒカリサス海、ボクノ船（2008年）
- SKY OF ISORA（2008年）
- コドモのコドモ（2008年）
- 惨劇館〜できもの〜（2008年）
- 愛のむきだし（2009年）
- オンナゴコロ（2009年）
- クローズZERO II（2009年）
- ガチバン II（2009年）
- 非女子図鑑-混浴heaven-（2009年）
- ラッシュライフ（2009年）
- 今日からヒットマン（2009年）
- 天使の恋（2009年）
- 彼岸島（2010年）
- 猿ロック THE MOVIE（2010年）
- 瞬 またたき（2010年）
- 恋の罪（2011年）
- サラリーマンNEO 劇場版(笑)（2011年）
- 寄性獣医・鈴音 GENESIS×EVOLUTION（2011年）
- うきしま（2012年）
- 臍帯（2012年）
- ヒミズ（2012年）
- るろうに剣心（2012年）
- よだかのほし（2012年）
- 海猿 BRAVE HEARTS（2012年）
- いのち屋エンマ（2012年）
- 希望の国（2012年）
- ハイザイ（2012年）
- ペンギン夫婦の作りかた（2012年）
- ユダ（2012年）
- 相棒シリーズ X DAY（2013年）
- 地獄でなぜ悪い（2013年）
- 猫侍（2014年3月1日） - 末松 役
- クローズ EXPLODE（2014年4月12日） - 林田恵 役
- 悪夢ちゃん The 夢ovie（2014年5月3日）
- ゴッドタン THE MOVIE2 サイキック・ラブ（2014年10月17日）
- 新宿スワン（2015年5月30日） - 関玄介 役
- みんな!エスパーだよ!（2015年9月4日）
- 7s（2015年11月7日）
- 少女椿（2016年5月21日） - 赤座 役[15]
- オー・マイ・ゼット!（2016年11月5日） - パピヨン木場 役
- 新宿スワンⅡ (2017年1月21日)
- 曇天に笑う（2018年3月21日）
- コーヒーが冷めないうちに（2018年9月21日） - 時田流 役
- オズランド 笑顔の魔法おしえます。（2018年10月26日） - 上園 役[16]
- デイアンドナイト（2019年1月26日）
- LAPSE（2019年2月16日）
- キングダム（2019年4月19日）[17]
- ダンスウィズミー（2019年8月16日）
- ファンシー（2020年2月7日）
- 鋼の錬金術師 完結編 - ジャン・ハボック 役
  - 鋼の錬金術師 完結編 復讐者スカー（2022年5月20日）
  - 鋼の錬金術師 完結編 最後の錬成（2022年6月24日）
- 大事なことほど小声でささやく（2022年10月21日） - センセー（四海良一） 役[18]
- 静かなるドン（2023年5月12日） - 鳴戸竜次 役[19]
  - 静かなるドン2 前編（2024年9月13日）[20]
  - 静かなるドン2 後編（2024年9月27日）[20]
- 帰ってきた あぶない刑事（2024年5月24日） - 黄凱 役[21]

### 舞台
- 300g（2005年、麻丘めぐみ演出）
- インディゴの夜（2010年、星田良子演出）
- シダの群れ 純情巡礼編（2012年、岩松了演出）
- No.9-不滅の旋律-（2015年、白井晃演出） - フリッツ・ザイデル 役
  - 再演（2018年、白井晃演出） - フリッツ・ザイデル 役
  - 再々演（2020年、白井晃演出） - フリッツ・ザイデル 役
  - 再々々演（2024年・2025年、白井晃演出） - フリッツ・ザイデル 役[22]
- ミュージカル『ビッグ・フィッシュ』（2017年、白井晃演出）
- 舞台『ジャンヌ・ダルク』（2023年、白井晃） - アランソン公 役[23][24]

### 配信
- No.9-不滅の旋律-（2020年12月31日ライブ配信予定、ABEMA、イープラス）- 2020年12月13日 - 2021年1月7日 までTBS赤坂ACTシアターで上演中の舞台[25][26]。
- 金魚妻（2022年2月14日配信、Netflix） - 五条百樹 役[27]
- パンドラの果実〜科学犯罪捜査ファイル〜 Season2 第3話 -（2022年7月9日 - 、Hulu） - 郡山遼 役[28]
- さらば、銃よ 警視庁特別銃装班 第4話（2023年4月14日、Lemino） - 殿塚弘路 役[29]
- SEE HEAR LOVE 〜見えなくても聞こえなくても愛してる〜（2023年配信予定、Amazon Prime Video） - 菅原哲也 役[30]
- 七夕の国（2024年7月4日 - 、ディズニープラススター）[31]
- 飛鳥クリニックは今日も雨（2025年4月17日、Lemino）[32]

### CM
- カロリーメイト（大塚製薬）
- ジョニーウォーカー
- Roots（JT）
- ルスツリゾート（加森観光）

### 雑誌
- メンズノンノ
- smart

### ミュージック・ビデオ
- 吉川晃司「SAMURAI ROCK」
- flumpool「36℃」
- 餓鬼レンジャー「Raindrops～雨男の慕情～」
- 柴咲コウ「野性の同盟」

### ゲーム
- なりキッズパーク ウルトラマンR/B（2018年11月21日、バンダイナムコエンターテインメント） - ウルトラマンオーブダーク 役
- 春ゆきてレトロチカ（2022年5月12日、スクウェア・エニックス） - 四十間一永 / 四十間永山 / 増田元樹 役

### その他
- ウルトラマンR/B DXオーブダークカリバー（2019年1月、玩具） - 愛染マコト / ウルトラマンオーブダーク 役